# Hilarion-François de Chevigné de Boischollet
Hilarion-François de Chevigné de Boischollet (* 6. Juni 1746 in L’Herbergement, Département Vendée; † 23. Februar 1812 in Nantes) war ein französischer Bischof.

## Leben
Hilarion-François de Boischollet wurde 1746 auf Schloss Bois Cholet in  bei L’Herbergement geboren. Die altadelige Familie hatte mehrere bedeutende Marineoffiziere hervorgebracht. Da Hilarion-François wegen einer leichten Körperbehinderung für eine militärische Karriere nicht infrage kam, schlug er eine kirchliche Laufbahn ein. Er studierte in Paris, erwarb seine akademischen Grade an der Sorbonne und wurde nach der Priesterweihe zunächst Kanoniker und Erzdiakon an der Kathedrale von Nantes, dann Generalvikar des Bischofs Charles-Eutrope de La Laurencie.
Nach Ausbruch der Revolution verweigerte er den Eid auf die Zivilverfassung für den Klerus und ging ins Exil. In Belgien schloss er sich als Feldgeistlicher der Exilantenarmee des Fürsten Condé an. Nach dem Ende der Schreckensherrschaft und dem Sturz Robespierres am 9. Thermidor kehrte er nach Nantes zurück und übte – ungeachtet der Gefahr – im Verborgenen sechs Jahre lang sein priesterliches Amt weiter aus. Auf Vorschlag des Abbé Bernier ernannte ihn der erste Konsul (Napoleon Bonaparte) am 9. April 1802 zum Bischof von Séez. Am 16. Mai erhielt er in der Kirche St-Roch in Paris durch Mgr. Roquelaure, Altbischof von Senlis und Erzbischof von Mecheln, die Weihe und wurde am 25. Juli in Séez feierlich inthronisiert.
Bischof Boischollet übernahm sein Amt in schwieriger Zeit. Sein im Exil lebender Vorgänger, Jean-Baptiste du Plessis d’Argentré († 1805), hatte in der Diözese noch viele Anhänger und auch der konstitutionelle Bischof Lefessier († 1806) war noch am Leben. Boischollet hatte auch die Ernennung erst angenommen, nachdem Mgr. du Plessis d’Argentré durch seinen Generalvikar, den Abbé de Malherbe, sein Einverständnis erklärt hatte, und sah sich, da seine Legitimität immer wieder angefochten wurde, 1803 gezwungen, noch einmal eine Erklärung seines Vorgängers vorzulegen. Einmal im Amt, machte sich Boisschollet mit Eifer an die Neuorganisation seiner durch das Konkordat von 1801 wiederhergestellten Diözese. Er ordnete die Gemeinden neu und stattete sie mit Priestern aus, zum Teil mit rechtmäßigen, zum Teil mit wieder in die Hierarchie eingegliederten ehemaligen konstitutionellen; den alten Festtagskalender hob er auf und erließ einen neuen, was zu erheblichem Unmut der Anhänger der alten Ordnung führte und später zum Teil wieder revidiert werden musste. Auch die Priesterausbildung organisierte der Bischof neu und ließ dazu Priester von außerhalb kommen, womit er sich ebenfalls wenig Freunde bei seinen Gegnern machte; 1806 erhielt er von der Regierung das alte Seminargebäude zurück. Am 2. Dezember 1804 assistierte Mgr. Boischollet bei der Kaiserkrönung Napoleons I. in Notre-Dame. Mit Dekret vom 15. April 1810 noch zum Ritter der Ehrenlegion und zum Baron (baron de l’empire) ernannt, fiel Mgr. de Boischollet schon bald beim Kaiser in Ungnade, der ihn am 1. Juni 1811 in einer plötzlichen Aufwallung von Zorn seines Amtes enthob und nach Nantes verbannte. Die kurze, aber heftige Auseinandersetzung dokumentierte Graf Roederer, der Augenzeuge war, in seinen Memoiren (»Vous êtes un mauvais sujet ! Donnez votre démission sur l’heure.«).
Bischof Boischollet erlag am 23. Februar 1812 einem Schlaganfall und wurde in Saint-Étienne de-Montluc begraben. Sein Nachfolger Bischof Charles-Frédéric Rousselet ließ die sterblichen Überreste 1875 nach Séez holen und in der Bischofsgruft beisetzen.